# Monumento a San Ignacio de Loyola (Pamplona)
El monumento de San Ignacio de Loyola es un monumento levantado en Pamplona, capital de Navarra. Está situado en un jardín junto a la iglesia de San Ignacio y la basílica de San Ignacio en la avenida de San Ignacio del Segundo Ensanche de Pamplona. Es obra de Joan Flotats i Llucià, escultor manresano reputado en su época, colaborador de Antonio Gaudí en algunas obras.

## Contexto histórico
En los años posteriores a la conquista de Navarra, los monarcas navarros refugiados en sus posesiones francesas trataron de recuperar el territorio de la Alta Navarra. 
El 21 de mayo de 1521 la plaza fuerte de Pamplona experimenta el asedio de las tropas francesas que, en apoyo del monarca navarro Enrique II de Navarra, había enviado Francisco I de Francia con André de Foix al frente. Las escasas tropas enviadas por el rey de Castilla, que se habían fortificado en Pamplona y plantearon finalmente una complicada defensa de la ciudad. Entre los defensores castellanos estaban el capitán Íñigo López de Oñaz, o de Loyola, y su hermano Martín. Paradójicamente, entre los atacantes, dos hermanos de Francisco de Javier, Miguel y Juan.
Es un monumento conmemorativo en honor a San Ignacio de Loyola que refleja el momento crucial de su trayectoria vital, cuando dejará de ser conocido como Íñigo para llamarse Ignacio de Loyola, cuando la convalecencia de esta herida marca un cambio rotundo: el inicio de su entrega y dedicación espiritual que culmina con la fundación de la Compañía de Jesús. Está situado a pocos metros del lugar donde ocurrieron los hechos, muy cerca de la Basílica de San Ignacio de Loyola.

## Descripción
En los primeros años del siglo XX, el escultor catalán Joan Flotats modeló en bronce el conjunto escultórico que representaba el momento en que Íñigo de Loyola, tras ser herido en el asedio de Pamplona, era llevado hasta la puerta de su casa, acompañado de sus criados. Esta pieza fue colocada a la entrada de la casa natal de San Ignacio, ahora en el Santuario de Loyola, Azpeitia (Guipúzcoa). 
En 1950, el escultor Áureo Rebolé realizó una réplica de esta pieza original en bronce «a través de un vaciado que hizo de la pieza original», utilizando piedra caliza y piedra artificial. Ocupaba el mismo lugar que la actual. En los inicios de los años noventa, actos vandálicos mutilaron las figuras del conjunto por lo que el Ayuntamiento de Pamplona decidió pasarlo a bronce.
El 29 de julio de 2005, la escultura realizada por Rebolé fue sustituida por un conjunto de bronce. Este conjunto fue realizado originalmente en escayola por Joan Flotats y se ejecutó la pieza en bronce siguiendo fielmente ese modelo original preservado  en una casa de ejercicios de Manresa.
Los dos árboles que dan sombra al monumento son de la especie cercis siliquastrum, conocido como árbol de Judas, porque según la leyenda Judas Iscariote se colgó en este árbol después de traicionar y traicionar a Jesús.
El actual monumento está realizado en piedra (pedestal) y bronce (conjunto de figuras).

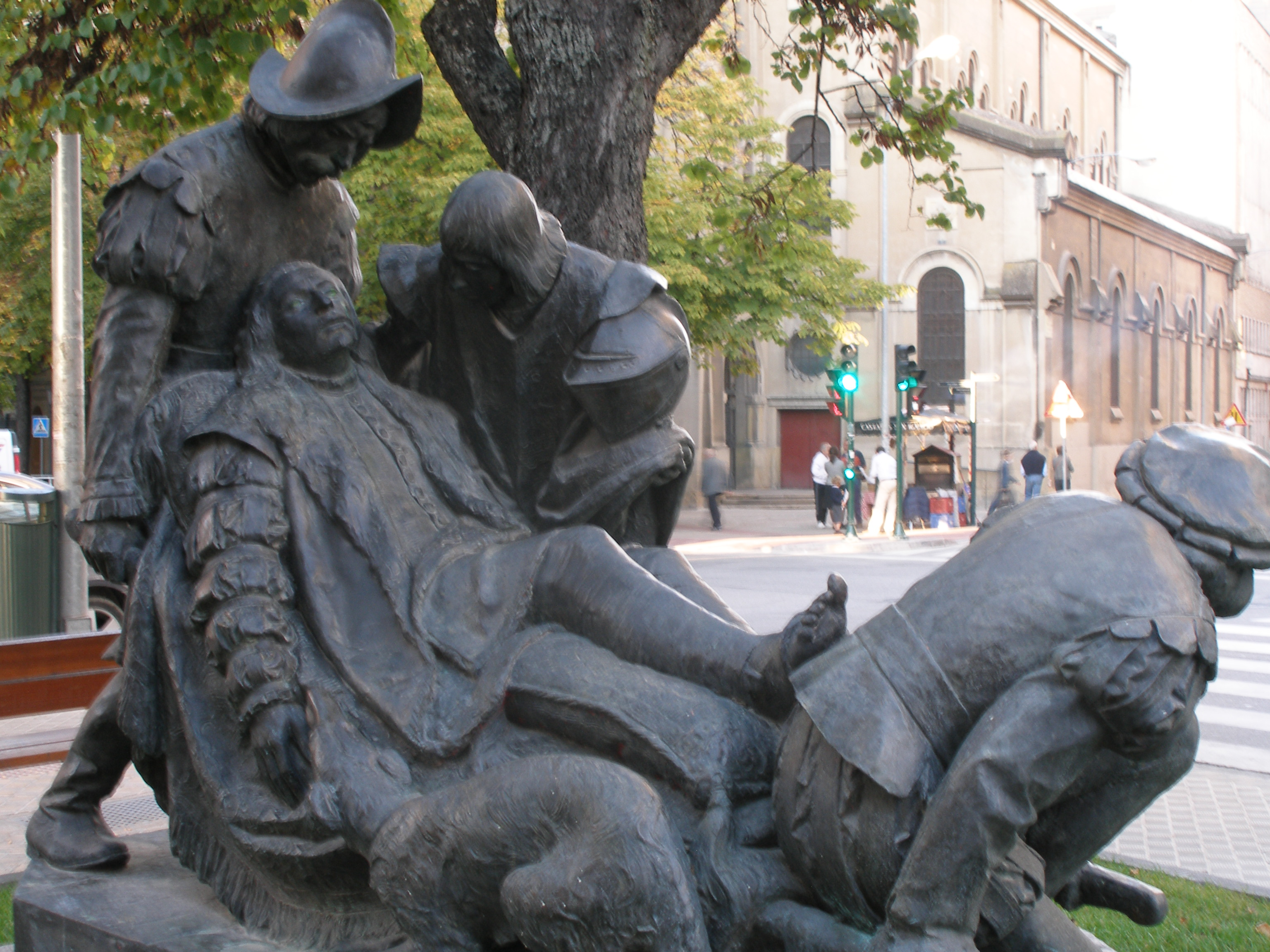
Conjunto en bronce
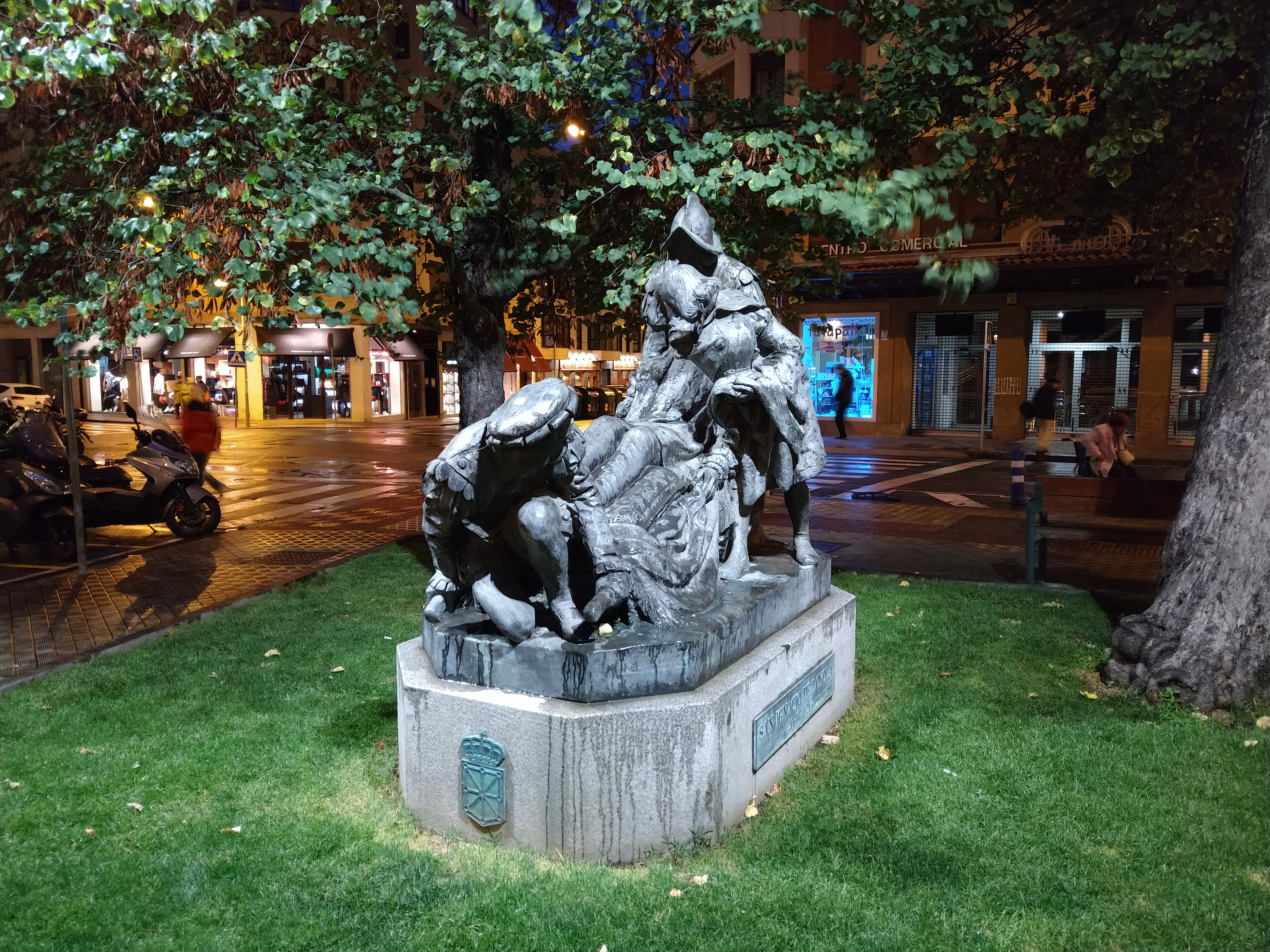
Imagen nocturna desde otro ángulo
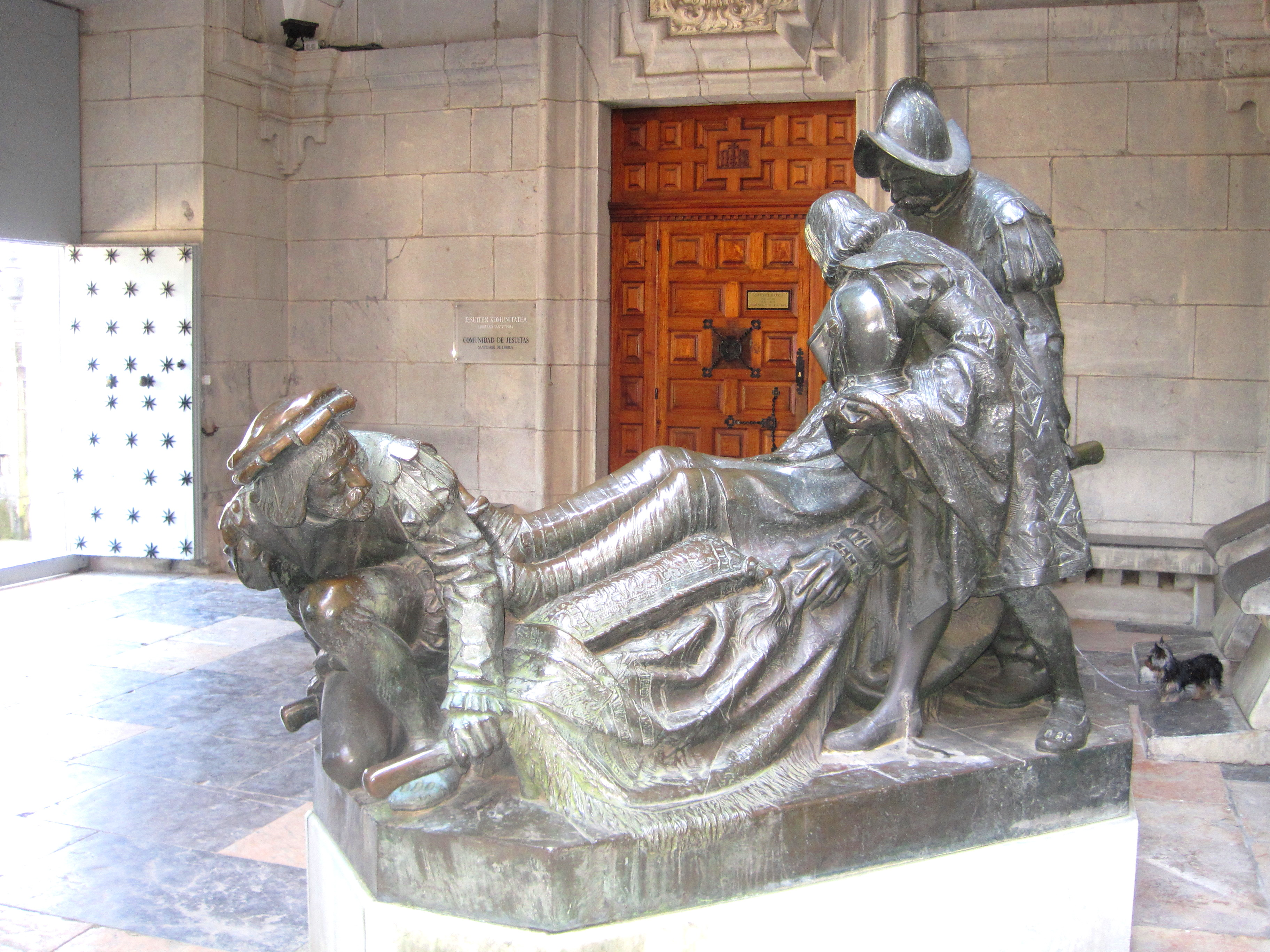
Escultura de Ignacio de Loyola herido en Pamplona. Conjunto conservador en el Santuario de Loyola